# 瓦西里·科洛图沙
瓦西里·伊万诺维奇·科洛图沙（俄语：Василий Иванович Колотуша，1941年6月26日—2020年7月11日），苏联及俄罗斯外交官，苏联驻黎巴嫩大使（1986年－1990年），俄罗斯驻摩洛哥大使（1992年－1999年）。

## 生平
1965年毕业于莫斯科国立国际关系学院。1986年，被任命为苏联驻黎巴嫩大使，是当时苏联最年轻的驻外大使。1990年，任苏联外交部近东和北非司司长。1991年3月底，作为苏联特使到访突尼斯，与巴勒斯坦国总统阿拉法特会见，介绍了海湾战争结束后苏联对中东局势的看法。1992年12月至1999年12月，任俄罗斯驻摩洛哥大使。2020年7月11日逝世。